# 米戶雅利
米戶雅利（Mehujael）天主教思高聖經譯默胡雅耳是《创世记》第4章中记载的亚当长子该隐的曾孙，是玛土撒利的父亲，拉麦的祖父（这个拉麦跟出自塞特世系的挪亚的父亲拉麦并不是同一个人）。